# Hervé Gandolfi
Hervé Gandolfi est un footballeur français, né le 20 septembre 1963 à Toulouse. Il a découvert le haut niveau au sein du club des Girondins de Bordeaux, sans parvenir à se faire une place au soleil. Il poursuivit sa carrière en Deuxième division dans le club du Puy avant de fréquenter les terrains du football amateur du côté de Périgueux ou de Villenave d'Ornon, clubs de la défunte Troisième Division.
Hervé Gandolfi continua d'œuvrer pour le football amateur, notamment comme éducateur au sein du FC Libourne-Saint-Seurin.
A ce jour il occupe le poste de Directeur adjoint au Pôle Enfance Jeunesse et Famille à la mairie de Villenave d'Ornon. 

## Carrière de joueur
- 1979-1984 :  Girondins de Bordeaux
- 1984-1987 :  USF Le Puy
- 1987-1988 :  FC Périgueux
- 1988-1995 :  FC Villenave d'Ornon[1]